# Retable d'Orlier
Le Retable d'Orlier (ou Retable de Jean d'Orlier, ou Retable de Notre-Dame) était un triptyque dont les deux volets latéraux, peints par Martin Schongauer vers 1470-1475, sont conservés au Musée Unterlinden de Colmar.

## Histoire
Ce retable a été commandé à Schongauer par Jean d'Orlier, précepteur des antonins d'Issenheim entre 1463 et 1490. Il a dû être réalisé dans la première moitié des années 1470, après le retour du peintre à Colmar et l'achèvement des travaux ordonnés par d'Orlier dans l'église d'Issenheim.
L'attribution des panneaux à Schongauer fait l'unanimité depuis les recherches effectuées dans les années 1780 par l'érudit François-Christian Lersé.

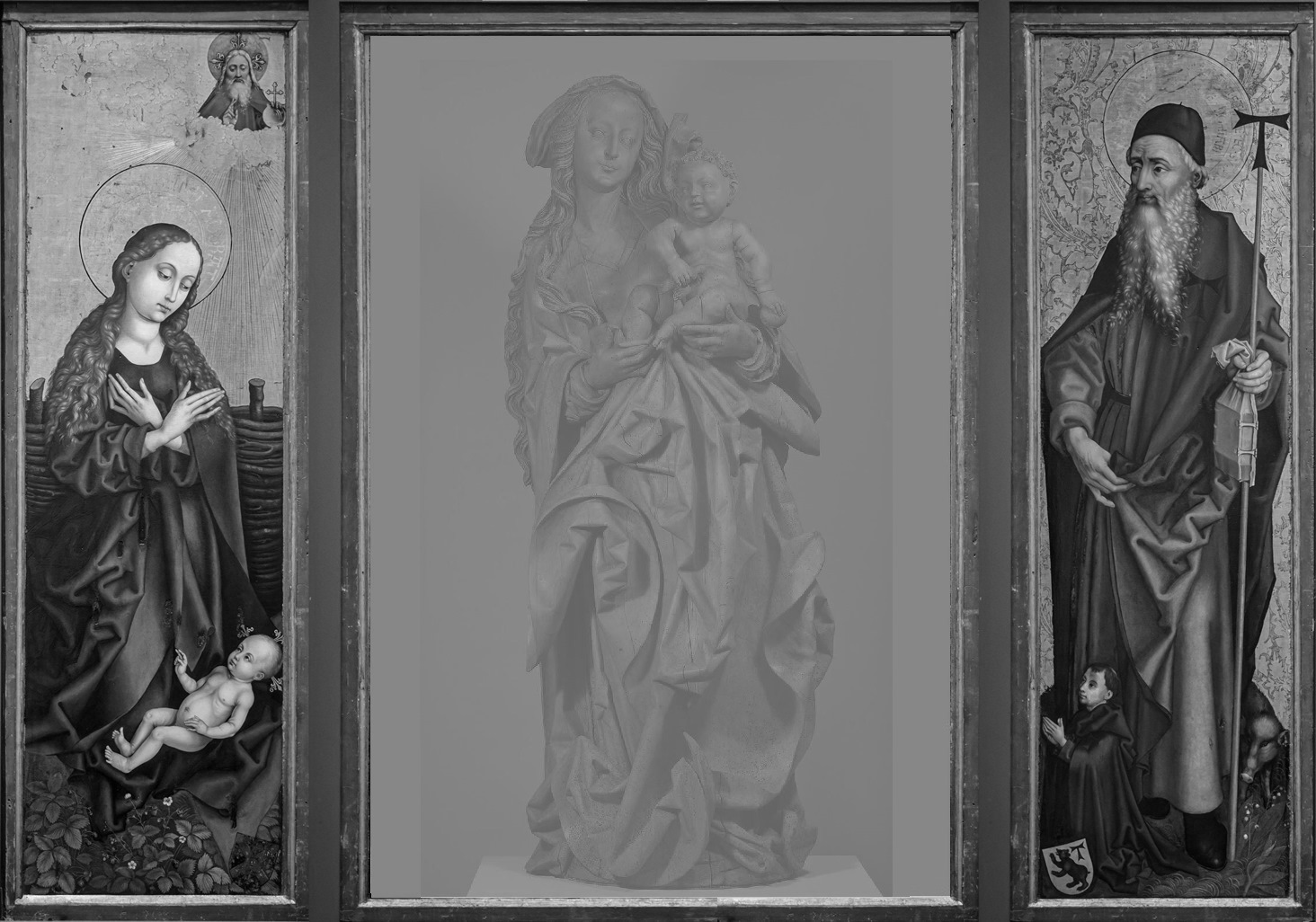
Montage sommaire en noir et blanc donnant une idée hypothétique de l'organisation du retable ouvert. La Vierge à l'Enfant du Louvre (RF 1833) est ici utilisée par défaut, la statue d'origine étant perdue.

La partie centrale du triptyque, aujourd'hui disparue, devait consister en une caisse contenant une statue en bois de la Vierge. C'est en tout cas ce qu'indique l'inventaire de la commanderie d'Issenheim, dressé en 1793 par les commissaires Louis Vaillant et Louis Homburger, qui décrit un « autel collatéral dont le dessus est aussi en forme d'armoire à deux battants également peints et dans le fond de laquelle est une grosse et antique statue de la Vierge en bois ».
Cette statue a autrefois été identifiée à une grande Vierge à l'Enfant en bois de tilleul issue de la collection de Georges Spetz d'Issenheim et conservée depuis 1924 au Musée du Louvre (RF 1833). Malgré des dimensions compatibles (la statue a 172 cm de haut, soit 16 de moins que les panneaux), cette hypothèse se heurte au fait que cette sculpture, désormais attribuée à Martin Hoffmann (de) (actif à Bâle entre 1507 et 1530), semble avoir été réalisée vers 1510, soit près d'une vingtaine d'années après la mort de Schongauer. La partie sculptée du Retable d'Orlier est donc aujourd'hui considérée comme perdue.
En 1793, les œuvres d'art repérées par Lersé à Issenheim, dont les panneaux du Retable d'Orlier et du Retable d'Issenheim, sont emmenées à la bibliothèque du district de Colmar, installée dans l'ancien couvent des Jésuites (aujourd'hui Lycée Bartholdi). En 1852, elles sont transférées dans l'ancien couvent des Dominicaines, qui deviendra le musée Unterlinden.

## Description
Les deux panneaux conservés sont en bois de sapin et ont été peints à l'huile. Chacun mesure 188 centimètres de haut sur 55 de large.

### L'Annonciation

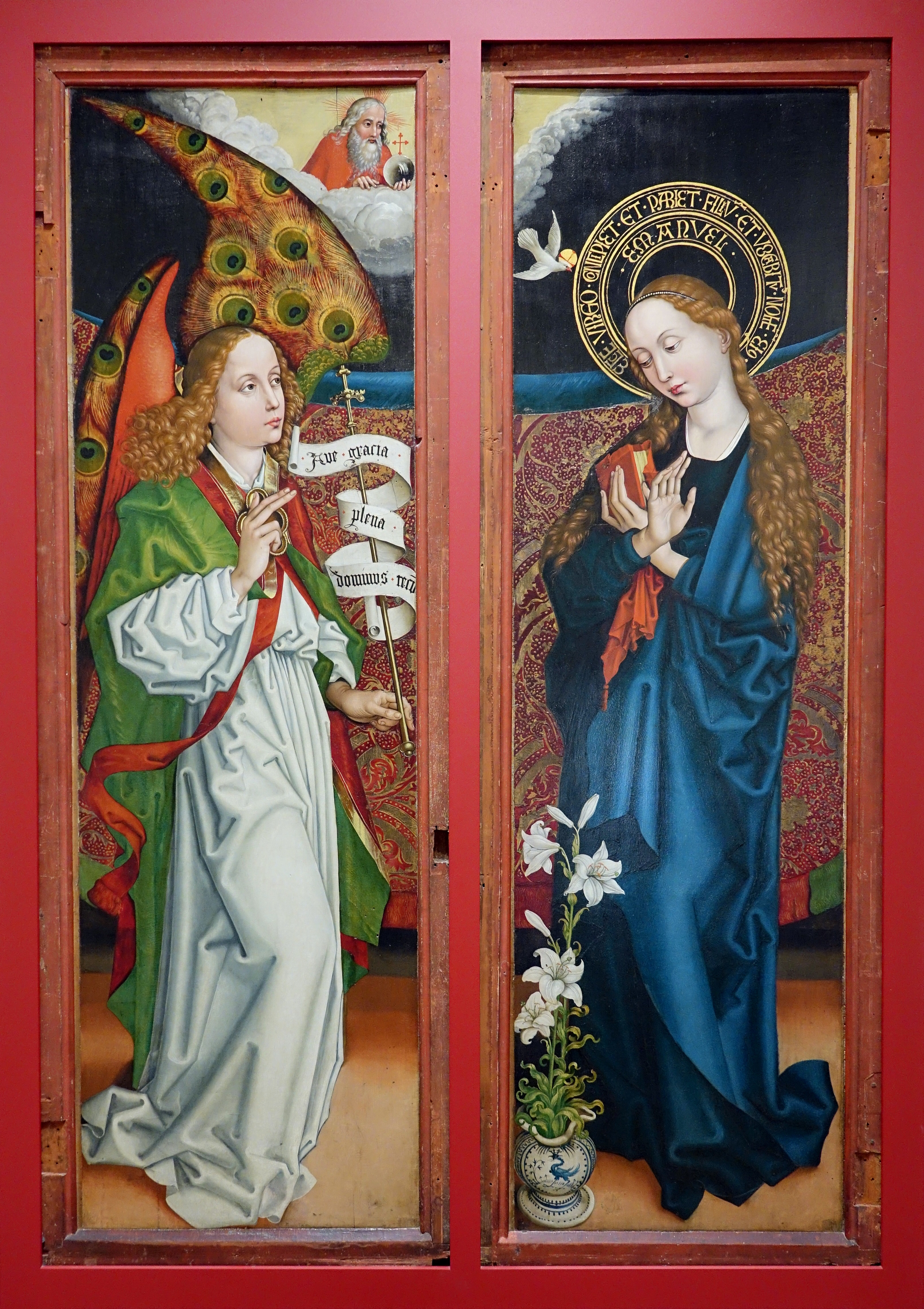
L'Annonciation

Visible lorsque le retable était fermé, la face extérieure des deux panneaux représente une Annonciation.
Sur le panneau de gauche, on voit l'archange Gabriel, dont les ailes sont parsemées d'ocelles semblables à celles des plumes de paon, et qui tient un sceptre autour duquel s'enroule un phylactère comportant une inscription dérivée de l'Ave Maria (Luc, 1:28) : Ave gracia plena, dominus tecum (« Salut à toi, pleine de grâce, que le Seigneur soit avec toi »).
Au dessus de l'ange, dans le coin supérieur droit du panneau, Dieu le Père, tenant un orbe crucigère, apparaît en buste parmi les nuages. Son regard est tourné vers la Vierge du panneau de droite.
Sur ce second panneau, le lien entre Dieu et la Vierge est également souligné par la présence de la colombe du Saint-Esprit. La Vierge a les yeux baissés et ses mains se croisent sur un livre. Son auréole comporte la prophétie d'Isaïe (Isaïe, 7:14) : Ecce virgo concipiet et pariet filium et vocabitur nomen eius Emanuel (« Voici, la vierge sera enceinte et enfantera un fils qui sera appelé Emmanuel »). A ses pieds, on voit un vase contenant des lys, symbole de pureté. Leur nombre pourrait faire référence aux sept dons du Saint-Esprit.
Gabriel et la Vierge sont séparés de l'arrière-plan sombre par une tenture de brocart rouge et or.

Martin Schongauer, Ange et Vierge de l'Annonciation (gravures au burin, vers 1485-1491)
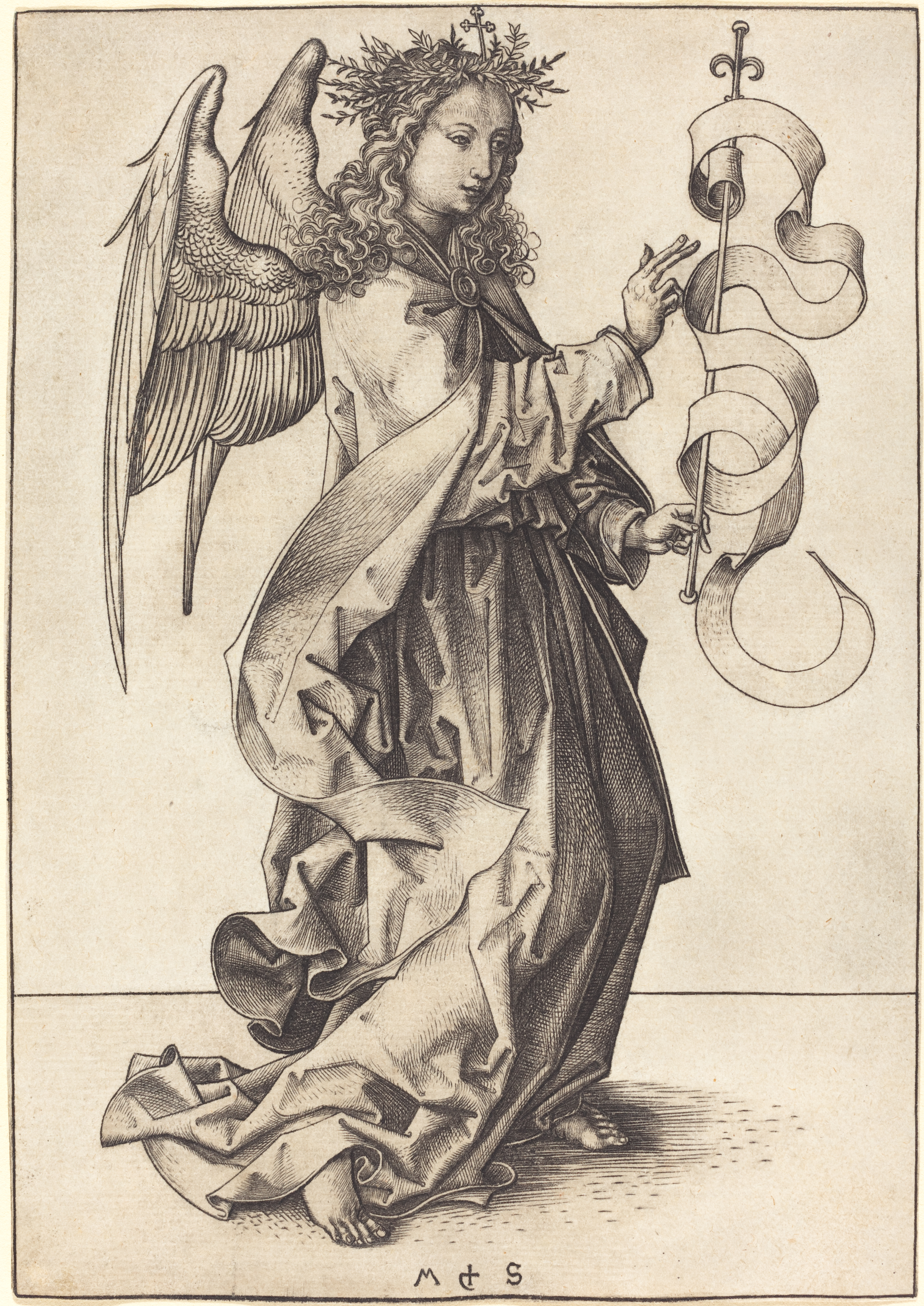
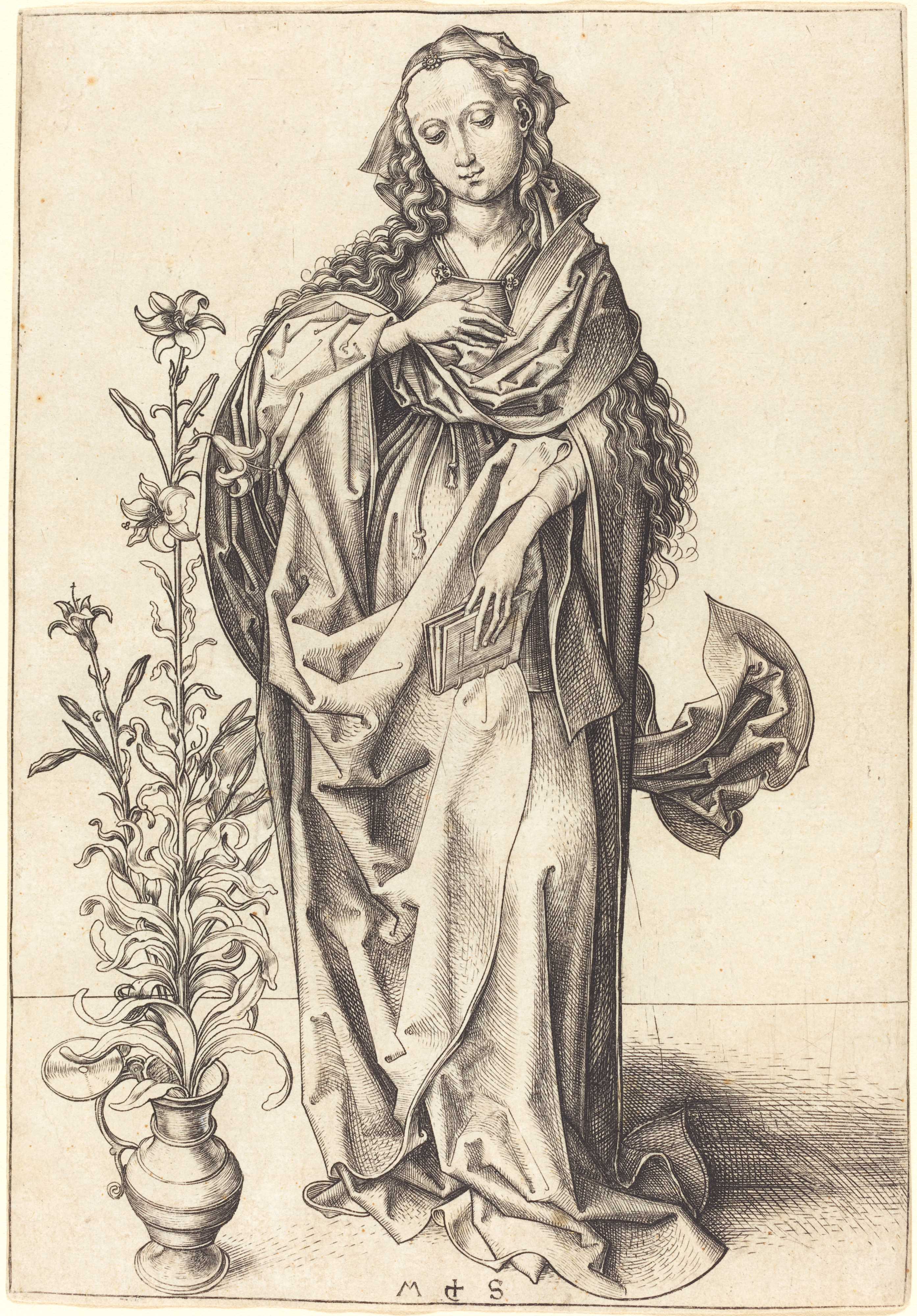

Le thème de l'Annonciation a aussi été traité par Schongauer dans des gravures au burin réalisées entre 1485 et 1491. La qualité graphique de ces œuvres (souplesse des mouvements, traitement plus savant du drapé) étant supérieure à celle de l'Annonciation du Retable d'Orlier, ce dernier est situé chronologiquement plus tôt dans la carrière de l'artiste.

### La Nativité

Retable ouvert
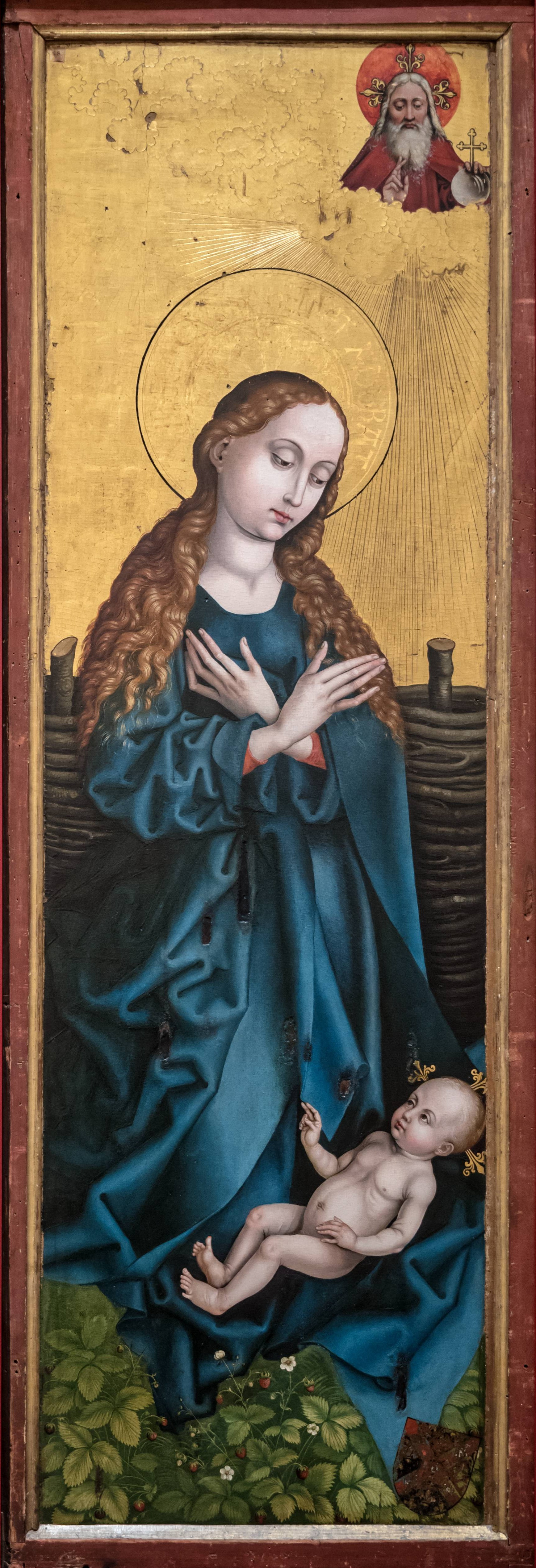
La Nativité
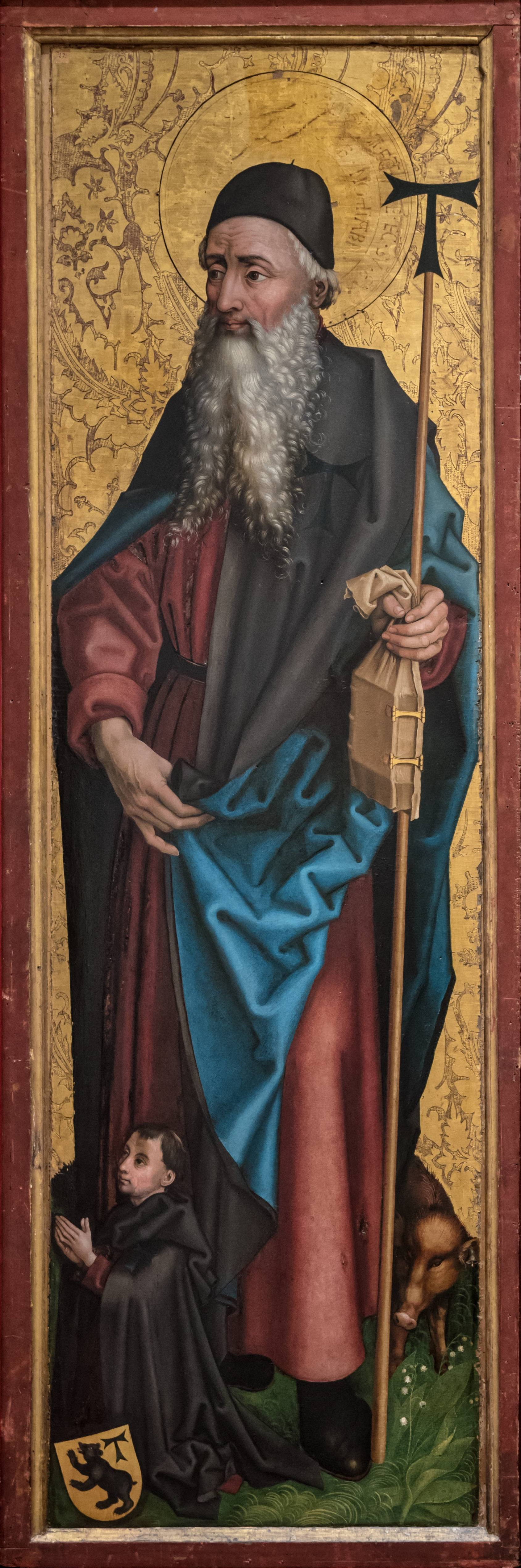
Saint Antoine présentant Jean d'Orlier

Les faces intérieures des deux volets se distinguent par leur fond d'or gravé, sur lequel se détachent nettement les personnages.
La Nativité, ou plutôt l’Adoration de l'Enfant, est peinte au revers du Gabriel. Devant une simple palissade de bois tressé en fascine, la Vierge est genoux sur un sol verdoyant où poussent des fraisiers. Ses yeux baissés vers l'Enfant et ses mains croisées dans une attitude de prière font écho à l'attitude du même personnage dans la scène précédente. L'Enfant, couché sur le manteau bleu de sa mère, la regarde en esquissant un geste de bénédiction. Le même geste est effectué par Dieu, qui apparaît à nouveau en buste dans le coin supérieur droit.
L'auréole de la Vierge comporte l'inscription latine : Virgo quem genuit adorat (« la Vierge adore celui qu'elle a engendré »).
Sur ce côté du panneau, des brûlures ont été provoquées par des cierges placés trop près du retable. Elles ont été laissées visibles lors de la restauration de l’œuvre afin de témoigner de l'histoire de cet ancien objet de dévotion.
Le blason visible dans le coin inférieur droit est celui de Guy Guers, successeur de Jean d'Orlier en tant que précepteur des antonins d'Issenheim entre 1490 et 1516. Il a manifestement été rajouté après 1490, pour faire pendant au blason de Jean d'Orlier peint sur le volet opposé.

### Saint Antoine présentant Jean d'Orlier
Identifié par son blason, le commanditaire est représenté en orant, le regard tourné vers la partie centrale (manquante depuis 1793) du retable.
Derrière lui, on reconnaît saint Antoine, patron de l'ordre hospitalier de Saint-Antoine, grâce à ses attributs, la crosse en tau, le livre des constitutions de son ordre (protégé dans un sac), et le cochon doté d'une clochette. L'auréole du saint comportait également une inscription mais celle-ci n'est plus lisible. Deux brins de muguet sont visibles au sol.

## Influence
Schongauer s'est manifestement inspiré d'une œuvre  qu'il a pu voir chez les antonins d'Issenheim, le Retable de Stauffenberg, réalisé une quinzaine d'années plus tôt par un maître anonyme.
On retrouve en effet dans les deux œuvres le parti pris gothique des arrière-plans quasi-monochromes, sombres pour les faces extérieures et d'or pour les faces intérieures, ainsi que plusieurs détails iconographiques, comme l'apparition de Dieu dans un angle supérieur de certains panneaux. L’œuvre de Schongauer se distingue par davantage de naturalisme, ce qui témoigne d'une influence plus directe des artistes des anciens Pays-Bas.